# Марано ди Валопличела
Марано ди Валопличела (итал. Marano di Valpolicella) је насеље у Италији у округу Верона, региону Венето.
Према процени из 2011. у насељу је живело 293 становника. Насеље се налази на надморској висини од 361 м.

## Становништво
Према резултатима пописа становништва 2011. у општини је живело 3.083 становника.
| 1951. | 1961. | 1971. | 1981. | 1991. | 2001. | 2011. |
| ----- | ----- | ----- | ----- | ----- | ----- | ----- |
| 3.164 | 2.761 | 2.472 | 2.475 | 2.538 | 2.897 | 3.083 |